# Vương Hà Ba

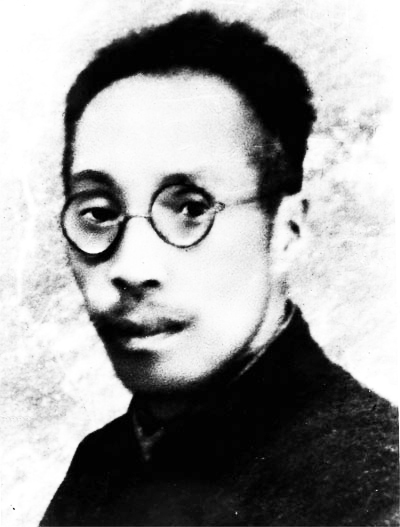
Vương Hà Ba.

Vương Bà Ha (tiếng Trung: 王荷波; bính âm: Wáng Hébō) (1882–11 tháng 11 năm 1927) mà các bậc tiền bối đã đến từ Thái Nguyên, Sơn Tây, sinh tại Mân Hầu, Phúc Kiến, tham gia vào CPC trong tháng 6 năm 1922. Ông lãnh đạo đình công của Thiên Tân Công nhân đường Đường sắt Thiên Tân Phổ Khẩu năm 1923, hỗ trợ hiệu quả cho cuộc Tổng đình công vào ngày 7 tháng 2. Sau đó, ông lãnh đạo các phong trào lao động ở Nam Kinh, Thượng Hải, Hà Nam và một số lĩnh vực khác. Ông là một trong những người lãnh đạo cuộc nổi dậy vũ trang thứ ba của Công nhân Thượng Hải. Ông phụ trách các phong trào cách mạng của nông dân và công nhân ở các tỉnh phía bắc với tư cách là tổng thư ký của Văn phòng CPC miền Bắc.
Ông đã bị giết tại Bắc Kinh vào ngày 11 tháng 11 năm 1927.